# Forsthaus Wunder

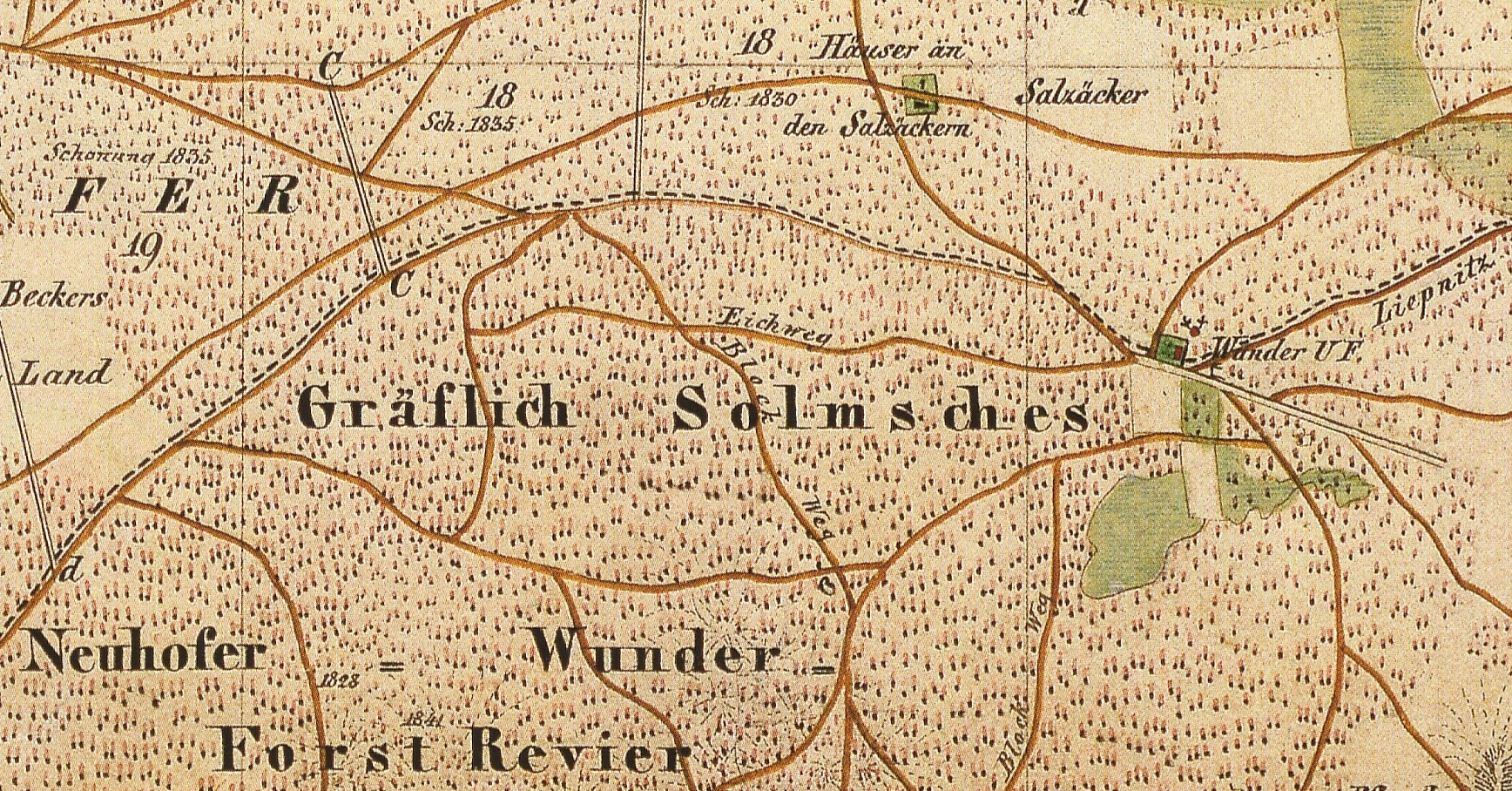
Die Kleinsiedlungen Salzäcker (ursprünglich Gem. Jachzenbrück/Lindenbrück) und Wunder (ursprünglich Gem. Mückendorf) im Urmesstischblatt Nr. 3846 Wünsdorf von 1846

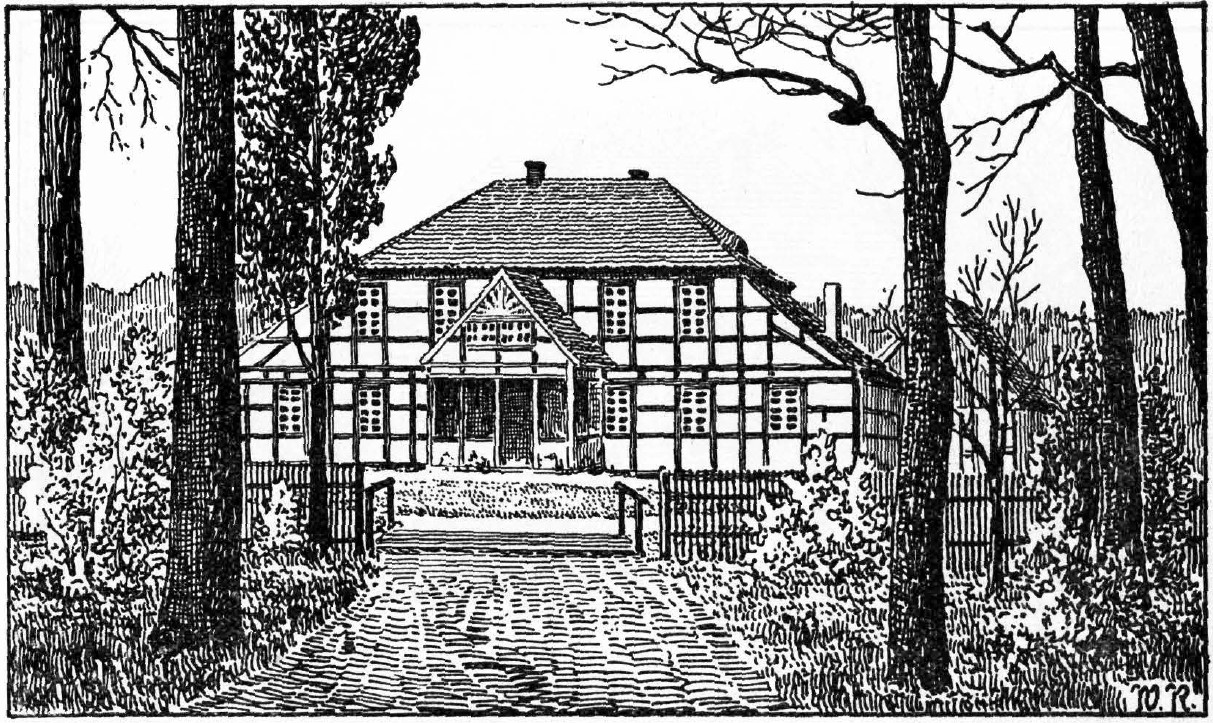
Ursprüngliches Forsthaus Wunder, Vorderansicht, 1945 zerstört (aus Heimatkalender Jüterbog-Luckenwalde, 1928, S. 43)

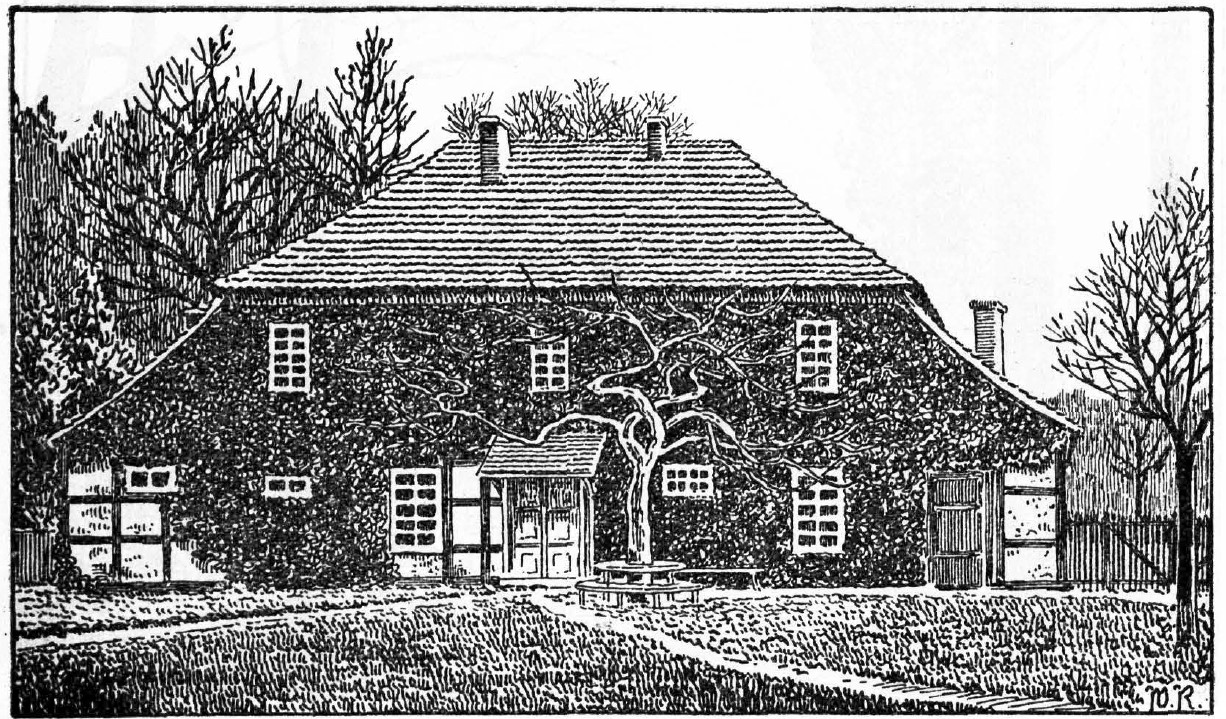
Ursprüngliches Forsthaus Wunder, Hofansicht, 1945 zerstört (aus Heimatkalender Jüterbog-Luckenwalde, 1928, S. 44)

Das Forsthaus Wunder ist ein Wohnplatz im Ortsteil Horstwalde der Stadt Baruth/Mark im Landkreis Teltow-Fläming im Land Brandenburg.

## Geografische Lage
Der heutige Wohnplatz liegt östlich des Dorfzentrums von Horstwalde und dort unmittelbar nördlich der Kreisstraße 7226, die in West-Ost-Richtung verläuft. Nördlich liegt Fernneuendorf, ein Wohnplatz der Gemeinde Am Mellensee, östlich der Baruther Ortsteil Mückendorf, südwestlich der weitere Ortsteil Paplitz, im Süden der Wohnplatz Bombachhaus des Ortsteils Schöbendorf sowie im Südwesten mit Lynow ein Ortsteil der Gemeinde Nuthe-Urstromtal.
Der ursprüngliche Wohnplatz lag knapp 2 Kilometer nordöstlich vom heutigen Forsthaus (Lage:). Er gehörte bis 1929 zur Gemeinde Mückendorf. Nur etwa 600 Meter nördlich lag der ursprünglich zur Gemeinde Jachzenbrück (ab 1937 Lindenbrück) gehörende Wohnplatz Salzäcker. Das Areal liegt heute auf der Gemarkung von Fernneuendorf, einem Wohnplatz der Gemeinde Am Mellensee. Wunder war 1931 ein Wohnplatz von Neuhof, das 1939 in Horstwalde umbenannt wurde.

## Geschichte und Etymologie
Der ursprüngliche Wohnplatz mit einem Forsthaus wurde erstmals im Jahr 1791 als Wunder urkundlich erwähnt. Der Name soll sich einer Überlieferung nach von einem Wanderer ableiten, der in die Waldsiedlung kam und nach ihrem Namen fragte. Die Bewohner sollen geantwortet haben, dass die Ortschaft keinen Namen trage, woraufhin der Wanderer erwidert haben soll, dass es ein Wunder sei, wenn ein Ort keine Bezeichnung trage. In dem Forsthaus lebten im Jahr 1824 drei Häusler; 1837 wurde von einem Vorwerk mit Forsthaus und Büdneretablissement gesprochen. Drei Jahre später hatte sich ein Schuhmacher im Ort niedergelassen. Wunder bestand im Jahr 1858 aus einer Kolonie mit dem Forsthaus der Baruther Forst. In fünf Wohngebäuden lebten 41 Menschen; hinzu kamen vier Wirtschaftsgebäude. Die fünf Wohnhäuser erschienen erneut im Jahr 1871 in einer weiteren Statistik. Die Anzahl der Einwohner war mit 42 Personen nur sehr gering angewachsen und sank auf 38 Personen im Jahr 1885. Zu dieser Zeit standen mittlerweile sieben Wohnhäuser im Ort. Zehn Jahre später erschienen nur noch drei Wohnhäuser mit 25 Personen sowie ein Wohnhaus, das als Forsthaus Wunder bezeichnet wurde und von sieben Personen genutzt wurde. Im Jahr 1905 bestand der Wohnplatz im Gutsbezirk Baruth mit 35 Personen. Anschließend sank die Einwohnerzahl stark ab und lag nur noch bei 12 Personen im Jahr 1925. Kurz darauf wurde Wunder im Jahr 1929 mit Neuhof bei Baruth – dem historischen Namen von Horstwalde – vereinigt und dort seit 1931 als Wohnplatz geführt. Im Zweiten Weltkrieg wurde das Dorf zerstört, als deutsche Soldaten, die dem Kessel von Halbe entkommen waren, dort Rast machten und auf Truppen der Roten Armee stießen. Das Forsthaus wurde weiter südwestlich am östlichen Ortsende von Horstwalde wiederaufgebaut; lediglich ein Friedhof besteht noch auf der ehemaligen Siedlungsfläche. Horstwalde wiederum wurde am 31. Dezember 1997 in die Stadt Baruth/Mark eingemeindet.